# Ella Scoble Opperman

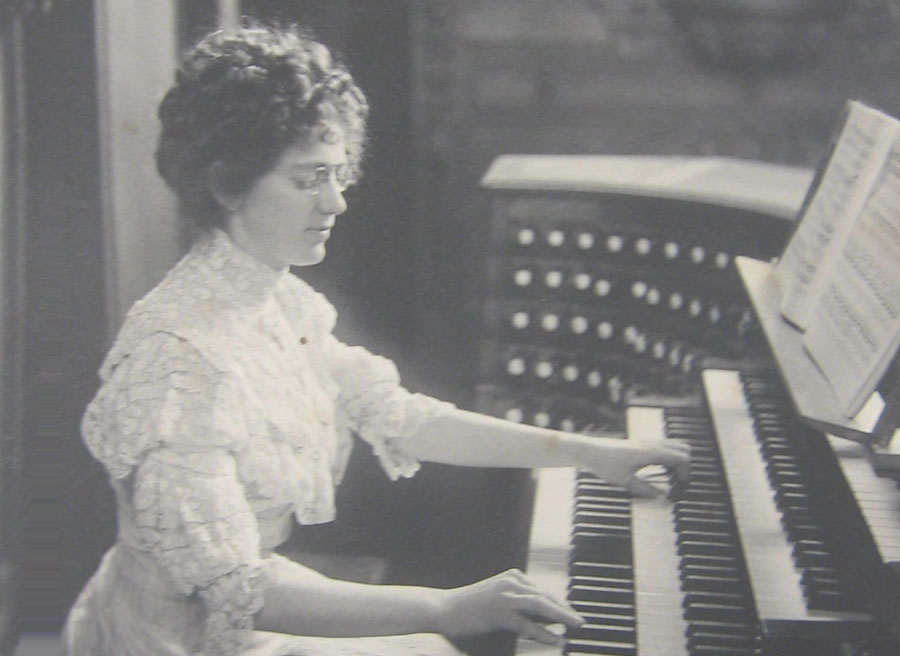
Ella Scoble Opperman

Ella Scoble Opperman (* 27. Oktober 1873 in Cincinnati/Ohio; † 11. März 1969 in Tallahassee/Florida) war eine US-amerikanische Musikpädagogin, Organistin und Pianistin.
Opperman hatte ab dem fünften Lebensjahr Klavierunterricht und trat achtjährig am Opernhaus von Seymour/Indiana auf. Sie studierte am
Wesleyan College in Cincinnati und am Cincinnati Conservatory of Music und nahm 1900/01 privaten Klavierunterricht bei Ernest Jedliczka in Berlin. In Paris studierte sie 1907 bis 1909 Klavier bei Moritz Moszkowski und Orgel bei Alexandre Guilmant. Nach ihrer
Rückkehr in die USA besuchte sie Meisterklassen bei Leopold Godowsky, Rudolph Ganz, Isador Phillip und Guy Maier und
studierte Orgel bei Harold Gleason an der Eastman School of Music.
Sie unterrichtete am Birmingham Seminary, an der Knickerbocker Hall in Indianapolis und am Wesleyan College in Macon/Georgia,
bevor sie 1911 Lehrerin an der Musikschule des Florida State College for Women wurde. Von 1920 bis zu ihrer Emeritierung 1944 war sie Dekanin der Musikschule, die 1930 in die National Association of Schools of Music aufgenommen wurde.
1943 verlieh ihr das Cincinnati Conservatory einen Ehrendoktortitel für Pädagogik. Zu ihrem goldenen Dienstjubiläum gab ihr 1961 der Woman’s Glee Club der Florida State University ein Konzert.